# Biurrun-Olcoz
Biurrun-Olcoz (en basque Biurrun-Olkotz) est une municipalité de la communauté forale de Navarre, dans le Nord de l'Espagne.
Elle est située dans la zone linguistique mixte de la province, dans la mérindade de Pampelune. Elle est composée des conseils de Birrun (capitale) et Olcoz. Le secrétaire de mairie est aussi celui de Tiebas-Muruarte de Reta.

## Démographie
| Évolution démographique                                       | Évolution démographique | Évolution démographique | Évolution démographique | Évolution démographique | Évolution démographique | Évolution démographique | Évolution démographique | Évolution démographique | Évolution démographique | Évolution démographique |
| 1996                                                          | 1998                    | 1999                    | 2000                    | 2001                    | 2002                    | 2003                    | 2004                    | 2005                    | 2006                    | 2007                    |
| ------------------------------------------------------------- | ----------------------- | ----------------------- | ----------------------- | ----------------------- | ----------------------- | ----------------------- | ----------------------- | ----------------------- | ----------------------- | ----------------------- |
| 173                                                           | 176                     | 179                     | 180                     | 205                     | 197                     | 204                     | 194                     | 185                     | 200                     | 210                     |
| Sources: Biurrun-Olcoz et instituto de estadística de navarra |                         |                         |                         |                         |                         |                         |                         |                         |                         |                         |

### Sources
- (es) Cet article est partiellement ou en totalité issu de l’article de Wikipédia en espagnol intitulé « Biurrun-Olcoz » (voir la liste des auteurs).